# بهم‌تابیدن دم‌موشی

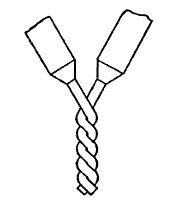
یک بهم‌تابیدن ساده دم‌موشی

بهم‌تابیدن دم‌موش، همچنین به عنوان بهم‌تابیدن پیچشی یا بهم‌تابیدن دم‌خوکی شناخته می‌شود، یک بهم‌تابیدن الکتریکی بسیار ابتدایی است که می‌تواند هم با سیم مفتولی و هم با سیم رشته‌ای انجام شود. با گرفتن دو یا چند سیم لخت و پیچیده شدن آنها به طور متقارن حول محور مشترک هردو سیم ساخته می‌شود. بهم‌تابیده لخت را می‌توان با چسب نواری برق یا وسایل دیگر عایق‌بندی کرد.
این بهم‌تابیدن معمولی و ساده از نظر مکانیکی خیلی قوی نیست. می‌توان آن را با پوشاندن لحیم محکم‌تر کرد، یا می‌توان آن را پیچانده و سپس توسط فنر فلزی داخلی یا مهره اتصال‌دهنده سیم روپیچ، که مهره سیم نیز نامیده می‌شود، در جای خود نگه داشت. از آنجایی که خیلی محکم نیست، اتصال سیم‌هایی که کشیده یا تحت فشار قرار می‌گیرند را به هم نمی‌تابند. بلکه برای سیم‌هایی در نظر گرفته شده‌است که در داخل یک محفظه یا جعبه تقسیم محافظت می‌شوند.